# Gealy Spur
Der Gealy Spur ist ein hoher Gebirgskamm in der antarktischen Ross Dependency. In den Marshall Mountains der Königin-Alexandra-Kette erstreckt er sich an der Westflanke des Beardmore-Gletschers vom Mount Marshall bis zum Willey Point.
Wahrscheinlich sichtete ihn 1908 zuerst die Südgruppe der Nimrod-Expedition (1907–1909) unter der Leitung des britischen Polarforschers Ernest Shackleton. Das Advisory Committee on Antarctic Names benannte ihn 1972 nach William James Gealy (1925–1994), Stratigraph bei der von der Ohio State University zwischen 1969 und 1970 unternommenen geologischen Expedition in dieses Gebiet, der bei Arbeiten an diesem Felssporn Fossilien von Landwirbeltieren entdeckt hatte.